# Ethel Caffie-Austin
Ethel Caffie-Austin, (Bluefield, 1949. február 11. vagy 1950 – Charleston, 2024. december 11.) amerikai gospelénekesnő, zongorista.

## Pályafutása
Caffie-Austin a nyugat-virginiai Bluefieldben született, Mount Hope közelében nőtt fel. Hatéves korában kezdett zongorázni, kilencévesen pedig már apja templomában játszott. A West Virginia University Institute of Technology-n szerzett nyelvészeti diplomát.
Caffie-Austin 1967-ben hozta létre a The Collegiate Gospel Choirt a Nyugat-Virginiában. Ugyanakkor az Ethel Caffie-Austin Singers alapítója, énekese és zongoristája is volt.
Húsz éven át tanított angol nyelvet a West Virginia public schools  iskoláiban.
1971-ben Caffie-Austin és zenei együttese fellépett az aldersoni szövetségi börtönben Federal Reformatory for Women néven. Az előadás meghallgatása után egy börtönőrnő, Virginia McLaughlin hamarosan alkalmazta, hogy gospel- és világi zenét tanítson a börtönben.
Világszerte turnézott, számos fesztiválon és koncerten lépett fel. Az 1990-es években a Kennedy Center for the Performing Artsban lépett fel. Többször is fellépett az National Public Radio Mountain Stage című műsorában és a Vandalia Gathering in Charlestonon. Ott 2006-ban a Nyugat-Virginiai Művészeti, Kulturális és Történeti Minisztérium Vandalia-díjjal tüntette ki. Létrehozta a Black Sacred Music Festival at West Virginia State University-n.
Két dalt vett fel a The Harry Smith Connection: A Live Tribute to the Anthology of American Folk Music (1998) című albumhoz. Oktatóvideót DVD-t készített „Learn to Play Gospel Piano” (2003) címmel. 2019-ben jelölték a West Virginia Music Hall of Fame-be való beiktatásra 2020. november 14-én egy televíziós ünnepségen került sor, amelyen maga is lépett. 
1999-ben készült egy „His Eye is on the Sparrow” című dokumentumfilm róla. Caffie-Austin 2024. december 11-én hunyt el a nyugat-virginiai Charlestonban, 75 éves korában.

## Albumok
- 1997: Harry Smith Connection
- 1998: Gospel Live from Mountain Stage

### Kislemezek
- 1997: Up Above My Head
- 1998: I'm on the Battlefield for My Lord
- 1998: John the Revelator

## Díjak
- 2019: West Virginia Music Hall of Fame

## Fordítás
- Ez a szócikk részben vagy egészben  az   Ethel Caffie-Austin című angol Wikipédia-szócikk ezen változatának fordításán alapul.  Az eredeti cikk szerkesztőit annak laptörténete sorolja fel. Ez a jelzés csupán a megfogalmazás eredetét és a szerzői jogokat jelzi, nem szolgál a cikkben szereplő információk forrásmegjelöléseként.